# Mjanma na Mistrzostwach Świata w Lekkoatletyce 2019
Mjanma na Mistrzostwach Świata w Lekkoatletyce 2019 – reprezentacja Mjanmy podczas mistrzostw świata w Doha liczyła tylko jednego zawodnika.

## Skład reprezentacji

### Mężczyźni
| Zawodnik    | Konkurencja   | Eliminacje | Eliminacje | Półfinał | Półfinał | Finał | Finał   |
| Zawodnik    | Konkurencja   | Wynik      | Pozycja    | Wynik    | Pozycja  | Wynik | Pozycja |
| ----------- | ------------- | ---------- | ---------- | -------- | -------- | ----- | ------- |
| Min Min Zaw | bieg na 800 m | 1:56,85    | 43.        | NQ       | NQ       | NQ    | NQ      |